# Толстоклювые муравьеловки
Толстоклювые муравьеловки (лат. Clytoctantes) — род птиц из семейства типичных муравьеловковых (Thamnophilidae). Род группирует два местных вида Южной Америки, где они распределены в северной части Колумбии и северо-восточной Венесуэле и на юго-западе бразильской Амазонки.

## Этимология
Родовое название Clytoctantes происходит от греческого «klutos» — известный, благородный и «ktantes» — убийца; что означает «благородный убийца».

## Биологическое описание

### Внешний вид
Это птицы среднего размера, длина которых около 17 см. Они очень редки и мало известны. Возможно, они более тесно связаны с Черными муравьеловками. Самцы серые или чёрные, а самки в основном рыжие. Коренастый, здоровенный клюв имеет отчётливо приподнятую нижнюю челюсть и прямое надклювье (большая версия клюва кустарниковых филидор), который, возможно, является модификацией для открытия бамбуковых стеблей в поисках насекомых. Эти два вида считались вымершими или почти такими, пока оба они не были вновь открыты в 2004 году.

### Распространение
Они обитают в густом подлеске по краям влажных лесов.

## Классификация
В состав рода включают два вида:
- Clytoctantes alixii Elliot, 1870 — Толстоклювая муравьеловка
- Clytoctantes atrogularis (S.Lanyon, Stotz et Willard, 1991)